# SabadellGuipuzcoano
SabadellGuipuzcoano es la marca con la que opera Banco Sabadell en el País Vasco, Navarra y La Rioja tras la adquisición del Banco Guipuzcoano por el Banco Sabadell. El SabadellGuipuzcoano se dedica a la banca comercial para particulares y empresas.
En julio de 2015, se anunció que Banco Sabadell había decidido unificar sus marcas territoriales bajo el nombre 'Sabadell'. En agosto, comenzarían a desarrollarse los cambios de rotulación en las oficinas con las marcas SabadellAtlántico y SabadellCAM. SabadellHerrero, SabadellGuipuzcoano y SabadellGallego pasarán a adoptar también la nueva denominación en el futuro. SabadellUrquijo y SabadellSolbank se mantendrán.

## Historia
El 25 de junio de 2010, Banco Sabadell presentó ante la Comisión Nacional del Mercado de Valores (CNMV) una oferta pública de adquisición (OPA) sobre el 100% del capital de Banco Guipuzcoano. Debido a la compra por parte del Sabadell, fue excluido de la bolsa el 26 de noviembre de 2010.
El 10 de junio de 2011 Banco Guipuzcoano comenzó a operar con la marca comercial SabadellGuipuzcoano, Todas las oficinas de Banco Sabadell y de Banco Guipuzcoano situadas en el País Vasco, Navarra y La Rioja pasaron a formar parte de la marca comercial SabadellGuipuzcoano. Las oficinas de Banco Guipuzcoano que quedaron fuera de estos territorios se integraron en la marca comercial SabadellAtlántico, salvo en las provincias donde operaba con la marca SabadellHerrero, donde adquirieron dicha denominación.
Finalmente, en febrero de 2012, el consejo de administración de Banco Sabadell acordó la fusión por absorción de Banco Guipuzcoano que, a pesar de ser propiedad al 100% de Banco Sabadell, todavía constaba como entidad independiente y tenía su propio consejo de administración.
En julio de 2015, se anunció que Banco Sabadell había decidido unificar sus marcas territoriales bajo el nombre 'Sabadell'. En agosto, comenzarían a desarrollarse los cambios de rotulación en las oficinas con las marcas SabadellAtlántico y SabadellCAM. SabadellHerrero, SabadellGuipuzcoano y SabadellGallego pasarán a adoptar también la nueva denominación en el futuro. SabadellUrquijo y SabadellSolbank se mantendrán.